# 以色列阵亡将士纪念日

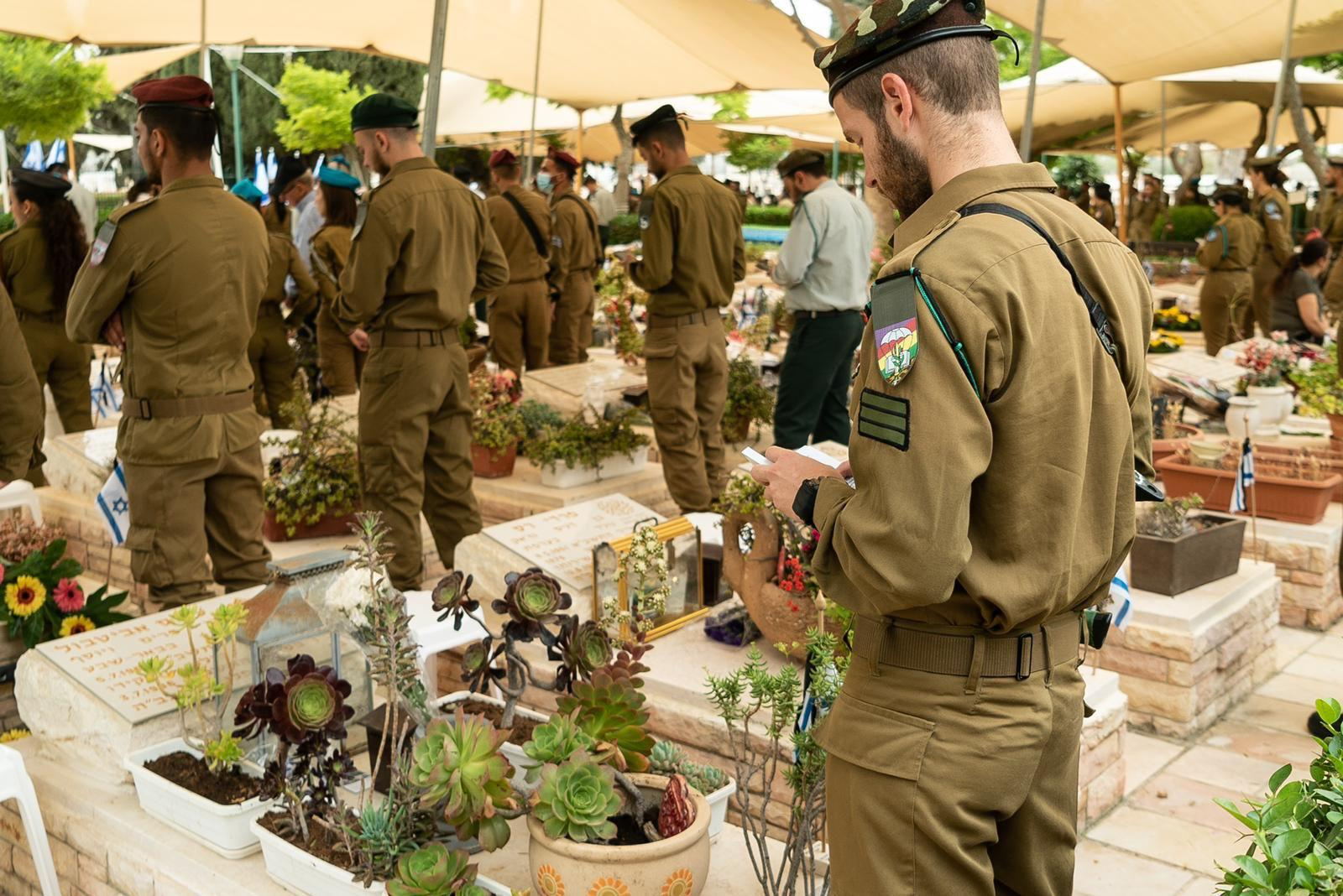
以色列阵亡将士纪念日

以色列阵亡将士纪念日是以色列官方设立的纪念日，日期定為希伯來曆以珥月的第四天。自1951年起，以色列當局就在這天追思阵亡的将士，1963年該紀念日獲得法律地位。1998年，以色列政府決定，當天除了紀念陣亡將士外，恐怖袭击遇难者也要被紀念。